# عادل الفار
عادل الفار (20 ديسمبر 1961 - 22 نوفمبر 2024)، هو مونولوجست مصري. بدأ مسيرته الفنية في الثمانينيات والتسعينيات من القرن العشرين بأداء دور المونولوجست ثم بدأ في أداء أدوار تمثيلية بالتليفزيون والسينما.

## حياته
بدأ مسيرته الفنية في الثمانينيات بالعمل بالأفراح و الملاهي الليلية. ثم أكمل مسيرته الفنية بالسينما في التسعينيات بأداء دور المونولوجست ثم بدأ في أداء أدوار تمثيلية بالتليفزيون والسينما.

## من أهم أفلامه
- "هيستيريا" (1998).
- شجيع السيما (2000).
- "زكية زكريا في البرلمان (2001).
- " حارة البنات (2005).
- " بون سوارية " (2010).

## روابط خارجية
- عادل الفار على موقع IMDb (الإنجليزية)
- عادل الفار على موقع الدهليز
- عادل الفار على موقع قاعدة بيانات الأفلام العربية
- عادل الفار على موقع ديسكوغز (الإنجليزية)